# Jason Robinson (bokser)
Jason Robinson (ur. 27 lutego 1975) – amerykański bokser, pretendent do tytułu mistrza świata federacji WBC.

## Kariera zawodowa

### Początki oraz walki o regionalne tytuły
2 lutego 1996 Jason Robinson stoczył swój pierwszy pojedynek na zawodowym ringu. W 4-rundowym debiucie pokonał jednogłośnie na punkty Kubańczyka Omara Gutierreza.
25 lutego 1997, w swojej szóstej zawodowej walce, poniósł pierwszą porażkę, przegrywając w 1. rundzie przez techniczny nokaut z rodakiem Rahmanem Greenem.
2 lutego 2001 Robinson zwyciężył 12-rundowy pojedynek jednogłośnie na punkty z Meksykaninem Saulem Montaną. Stawką walki był wakując pas WBC Continental Americas.
24 stycznia 2002 Jason Robinson obronił tytuł kontynentalnego mistrza Ameryki federacji WBC, pokonując w 3. rundzie, przez techniczny nokaut Benito Fernandeza.
18 kwietnia 2002 zwyciężył w 9. rundzie przez techniczny nokaut Marka Petersa, broniąc po raz drugi tytuł kontynentalnego mistrza Ameryki federacji WBC.
18 sierpnia 2002 Robinson przegrał w 7. rundzie przez nokaut z Jamesem Toneyem. Walka była oficjalnym eliminatorem do pojedynku z mistrzem świata federacji IBF Wasilijem Żyrowem.
17 kwietnia 2010 Jason Robinson pokonał jednogłośnie na punkty, po 10 rundach, Johna McClaina i zdobył wakujący pas NABF w kategorii junior ciężkiej.

### Walka o tytuł mistrza świata federacji WBC
W lipcu 2010 otrzymał propozycję walki o tytuł Mistrza Świata federacji WBC, w kategorii junior ciężkiej, z Krzysztofem Włodarczykiem. Amerykanin przyjął ofertę pojedynku z Polakiem. Jednym ze sparingpartnerów Robinsona, pomagających przygotować się Amerykaninowi do walki o pas WBC był Andrzej Fonfara.
24 września 2010 odbyło się oficjalne ważenie zawodników. Jason Robinson wniósł na wagę 90,55 kilograma, natomiast obrońca tytuły, Krzysztof Włodarczyk, był o kilogram lżejszy..
25 września Jason Robinson stoczył pojedynek o tytuł mistrza świata federacji WBC, w kategorii junior ciężkiej, należący do Polaka Krzysztofa Włodarczyka. Po 12 rundach Amerykanin uległ jednogłośnie na punkty, w stosunku 111-117, 113-115 i 112-116.